# Colletes anchusae
Colletes anchusae är en biart som beskrevs av Noskiewicz 1924. Colletes anchusae ingår i släktet sidenbin, och familjen korttungebin. Inga underarter finns listade i Catalogue of Life.